# Ophir (Utah)
Ophir is een plaats (town) in de Amerikaanse staat Utah, en valt bestuurlijk gezien onder Tooele County.

## Demografie
Bij de volkstelling in 2000 werd het aantal inwoners vastgesteld op 23.
In 2006 is het aantal inwoners door het United States Census Bureau geschat op 27, een stijging van 4 (17,4%).

## Geografie
Volgens het United States Census Bureau beslaat de plaats een oppervlakte van
0,4 km², geheel bestaande uit land. Ophir ligt op ongeveer 1727 m boven zeeniveau.

## Plaatsen in de nabije omgeving
De onderstaande figuur toont nabijgelegen plaatsen in een straal van 24 km rond Ophir.